# Église en bois de la Translation-des-Reliques-de-Saint-Nicolas de Vrba
Pour les articles homonymes, voir Église Saint-Nicolas.
L'église en bois de la Translation-des-Reliques-de-Saint-Nicolas de Vrba (en serbe cyrillique : Црква брвнара Преноса моштију Светог Николе у Врби ; en serbe latin : Crkva brvnara Prenosa moštiju Svetog Nikole u Vrbi) est une église orthodoxe serbe située à Vrba, dans le district de Raška et sur le territoire de la ville de Kraljevo en Serbie. Elle est inscrite sur la liste des monuments culturels protégés de la république de Serbie (identifiant no SK 198).